# Nannoglottis
Nannoglottis je rod glavočika smješten u vlastiti podtribus Nannoglottidinae,  dio tribusa Astereae. Postoji devet priznatih vrsta iz Kine, Vijetnama, Nepala, Tibeta i Assama.

## Vrste
1. Nannoglottis carpesioides Maxim.
2. Nannoglottis delavayi (Franch.) Y.Ling & Y.L.Chen
3. Nannoglottis gynura (C.Winkl.) Y.Ling & Y.L.Chen
4. Nannoglottis hieraciphylla (Hand.-Mazz.) Y.Ling & Y.L.Chen
5. Nannoglottis hookeri (C.B.Clarke ex Hook.f.) Kitam.
6. Nannoglottis latisquama Y.Ling & Y.L.Chen
7. Nannoglottis macrocarpa Y.Ling & Y.L.Chen
8. Nannoglottis ravida (C.Winkl.) Y.L.Chen
9. Nannoglottis yuennanensis (Hand.-Mazz.) Hand.-Mazz.

## Sinonimi
- Stereosanthus Franch.
- Vierhapperia Hand.-Mazz.